# Kraftwerk Jänschwalde
Das Kraftwerk Jänschwalde ist ein Wärmekraftwerk im Südosten Brandenburgs, das überwiegend mit Braunkohle aus dem Niederlausitzer Tagebau Welzow-Süd sowie mit jährlich bis zu 400.000 Tonnen Abfall befeuert wird. Betreiber ist die Lausitz Energie Kraftwerke AG (LEAG). Das Kraftwerksgebäude steht seit März 2025 unter Denkmalschutz.
Das Kraftwerksgelände befindet sich in der Gemarkung des zur Gemeinde Teichland gehörenden Ortsteils Neuendorf, etwa fünf Kilometer südöstlich des Stadtzentrums der Stadt Peitz und östlich der Peitzer Teiche. Der namensgebende Ort Jänschwalde liegt rund vier Kilometer nordöstlich des Kraftwerks.
Gemessen an der installierten Leistung war das Kraftwerk Jänschwalde mit 3000 Megawatt (vor der Stilllegung der Blöcke E und F mit jeweils 500 Megawatt im März 2024) nach den Kraftwerken Neurath und Niederaußem das drittgrößte Kraftwerk Deutschlands. In der Lausitz war einzig das Kraftwerk Boxberg mit 3520 MW größer, bis dessen veraltete Kraftwerksblöcke (2520 MW) stillgelegt wurden.
Nach Angaben der LEAG erzeugt das Kraftwerk jährlich etwa 19.500 GWh elektrische Energie (Stand 2018). Mit einem CO2-Ausstoß von 15,2 Mio. Tonnen verursachte das Kraftwerk im Jahr 2021 zugleich die sechsthöchsten Treibhausgasemissionen aller europäischen Kraftwerke.

## Aufbau und Technische Daten
Das Braunkohlekraftwerk wurde, federführend durch den VEB BMK Kohle und Energie, zwischen 1976 und 1989 errichtet. Die sechs Kraftwerksblöcke wurden durch polnische Arbeiter bewerkstelligt. Das Kraftwerk besteht aus sechs 500-MW-Blöcken (aus der Sowjetunion) mit je zwei Dampfkesseln, wobei jeweils zwei Blöcke eine Einheit bilden. Jede der drei Einheiten verfügte ursprünglich über einen 300 Meter hohen Schornstein zur Rauchgasemission. Die neun Kühltürme sind 115 m,- die Kraftwerksblöcke 85 m – und die Rauchgasfilter 32 m hoch. Der VEB Kraftwerk Jänschwalde als Betreiber der Kraftwerksanlage gehörte ab 1980 dem Kombinat Braunkohlekraftwerke an. Im Zeitraum von 1991 bis 1996 wurden alle Kraftwerksblöcke am Standort mit moderner Umwelttechnik nachgerüstet. Seither wird aus dem Schwefeldioxid der Abgase mittels Kalkzugabe zusätzlich Gips produziert, der im benachbarten Lafarge-Werk verarbeitet oder auf der Abraumhalde des Tagebaus Jänschwalde zwischengelagert wird. Die gereinigten Rauchgase werden seitdem über sechs der insgesamt neun Kühltürme (drei pro Einheit) in die Umwelt abgegeben. Bis zum Jahr 2014 wurde ein Modernisierungsprogramm abgeschlossen, das alle Dampfturbinen ertüchtigte.
Im Kraftwerk Jänschwalde wurde früher überwiegend Rohbraunkohle aus dem nahe gelegenen Tagebau Jänschwalde (ca. 14 Mio. t/a, künftig ca. 11 Mio. t/a) verstromt. Stand 2024 (8–11 Mio. t/a) wird die Kohle über die Verbindungsbahn aus dem Tagebau Welzow-Süd zugeführt. Pro Tag benötigt das Kraftwerk bei Volllast ca. 80.000 Tonnen Braunkohle. Dabei wird aus einem Kilogramm Braunkohle etwa eine Kilowattstunde Strom erzeugt. Im Jahr 2004 wurde die Müllmitverbrennung bis zu einer Menge von 400.000 Tonnen pro Jahr durch Planfeststellung genehmigt.
Nach Angaben des Betreibers erreichte das Kraftwerk Jänschwalde 2012 einen Netto-Wirkungsgrad von 35–36 Prozent. Mit einem jährlichen Ausstoß von 24 Millionen Tonnen CO2 lag 2017 es auf Platz 7 der Weltrangliste der Kraftwerke mit den meisten Emissionen, innerhalb der Europäischen Union auf Platz 3. Beim Ausstoß pro kWh liegt es hier mit 1,2 kg CO2 (nach dem Kraftwerk Niederaußem) auf Platz 4. Obgleich das Kraftwerk Jänschwalde der jüngste der drei verbliebenen Kraftwerksstandorte der Lausitz ist, hat es trotz Ertüchtigung die durchschnittlich älteste Technik.
Der Netzanschluss erfolgt über das Umspannwerk Preilack auf der 380-kV-Höchstspannungsebene in das Stromnetz des Übertragungsnetzbetreibers 50Hertz Transmission.

### Kennzahlen
| Block | Leistung (netto) | Inbetriebnahme | Sicherheitsbereitschaft | Stilllegung (geplant) | Sicherheitsreaktivierung |
| ----- | ---------------- | -------------- | ----------------------- | --------------------- | ------------------------ |
| A     | 500 MWel         | 01.10.1981     | 31.12.2025              | 31.12.2028            |                          |
| B     | 500 MWel         | 29.11.1982     | 31.12.2027              | 31.12.2028            |                          |
| C     | 500 MWel         | 01.02.1984     | –                       | 31.12.2028            |                          |
| D     | 500 MWel         | 06.10.1985     | –                       | 31.12.2028            |                          |
| E     | 500 MWel         | 06.10.1987     | 01.10.2019              | 31.03.2024            | 06.10.2022               |
| F     | 500 MWel         | 09.03.1989     | 01.10.2018              | 31.03.2024            | 15.10.2022               |

- Dampfleistung je Dampferzeuger: 2 × 815 t/h (pro Kraftwerksblock)
- Mühlen je Dampferzeuger: 6
- Frischdampfdruck: 169 bar
- Frischdampftemperatur: 535 °C
- Zwischendampfdruck: 43 bar
- Zwischendampftemperatur: 540 °C
- Fernwärmeauskopplung: 6 × 58,2 MW/th (Seit 1. Oktober 2019, 4 × 58,2 MW/th)

Quelle: LEAG Flyer Kraftwerk Jänschwalde

### Fernwärmelieferung
Das Kraftwerk Jänschwalde beliefert die Stadt Cottbus kontinuierlich mit Fernwärme, wobei es etwa die Hälfte der benötigten Menge bereitstellt. Am 9. Oktober 2019 gab die LEAG bekannt, das sie mit der „Heizkraftwerksgesellschaft mbH“ und der Stadt Cottbus den bestehenden Wärmeliefervertrag bis zum Ende des Jahres 2032 verlängert hat. Dadurch soll auch weiterhin eine stabile Versorgung mit Fernwärme auch während eines Stillstandes des „Heizkraftwerkes Cottbus“ und des neuen Gas-Heizkraftwerkes der Stadt Cottbus sichergestellt werden.

## Sicherheitsbereitschaft und Stilllegung
Der Ausstieg aus der Kohleverstromung in Deutschland verlangte die Abschaltung des Kraftwerksblocks F zum 1. Oktober 2018, am 1. Oktober 2019 sollte Block E folgen. Beide Blöcke wurden für jeweils vier Jahre für Versorgungsengpässe in der Sicherheitsbereitschaft vorgehalten und zwischenzeitlich wieder aktiviert. Beide Abschaltungen gehen auf eine Übereinkunft zwischen der Bundesregierung (Kabinett Merkel III) und den großen Stromerzeugern in Deutschland von Oktober 2015 zurück.
Noch im Juni 2018 hatte Bundeswirtschaftsminister Peter Altmaier beim Lausitzdialog mit den Ministerpräsidenten der Länder Brandenburg und Sachsen in Spremberg gesagt: „Wir wollen zuerst über die Arbeitsplätze reden, die neu entstehen und dann über die Arbeitsplätze, die wegfallen.“
Am 30. September 2018 wurde um 16:54 Uhr der 500 MW Block F vom Netz genommen und in eine vierjährige Sicherheitsbereitschaft überführt. Block F war am 17. November 1988 erstmals ans Netz geschaltet und am 9. März 1989 in den Dauerbetrieb überführt worden. Mit dem Übergang in die Sicherheitsbereitschaft gingen am Standort Jänschwalde 600 Arbeitsplätze bei direkt Beschäftigten und Servicepartnern verloren.
Am 1. Oktober 2019 wurde der zweite im Kraftwerk Jänschwalde vorgesehene Block E mit weiteren 500 MW in die Sicherheitsbereitschaft überführt. Block E war am 14. Juni 1987 erstmals ans Netz geschaltet worden und ging am 6. Oktober 1987 in den Dauerbetrieb. Auch hier gingen weitere 600 direkte und indirekte Arbeitsplätze verloren.
Am 16. Januar 2020 beschloss das Kabinett Merkel IV, das Kraftwerk Jänschwalde bis 2028 vollständig stillzulegen. Dabei sollen Block A am 31. Dezember 2025 und Block B am 31. Dezember 2027 in eine vierjährige Sicherheitsbereitschaft überführt und dann endgültig stillgelegt werden. Die Blöcke C und D sollen am 31. Dezember 2028 endgültig stillgelegt werden.
Im Zuges des russischen Überfalls auf die Ukraine und der dadurch ausbleibenden Gaslieferungen wurden die Blöcke E und F in Jänschwalde wieder angefahren. Die Energiekrise seit 2021 machte die Aktivierung der Braunkohlereserve zum 1. Oktober 2022 erforderlich. Die beiden Blöcke konnten befristet bis zum 30. Juni 2023 wieder am Strommarkt teilnehmen. Der Zeitraum wurde bis März 2024 verlängert. Das Landesamt für Umwelt erteilte der LEAG eine Ausnahmegenehmigung, obwohl die Kraftwerksblöcke den immissionsschutzrechtlichen Stand der Technik nicht mehr einhielten. Am 6. Oktober ging Block E wieder ans Netz, am 15. Oktober auch Block F.
Am 31. März 2024 wurden die beiden 500 MW Blöcke E und F endgültig abgefahren. Eine nochmalige Inbetriebnahme ist ausgeschlossen.

## Rückbau der Schornsteine
Da eine Sprengung aus Platzgründen nicht möglich war, wurden ab Ende 2002 in einem aufwändigen Verfahren die drei 300 m hohen, durch die Umbaumaßnahmen der 1990er Jahre nicht mehr notwendigen Schornsteine abgerissen. Der letzte Schornstein wurde im November 2007 abgerissen. Dabei kam ein weltweit einmaliges Verfahren zum Einsatz, die Schornsteine wurden bis auf 50 m Höhe von einer speziellen mit Baggern ausgestatteten Abrisseinrichtung abgetragen. Die restlichen 50 m wurden konventionell abgebrochen.

## Planungen am Standort
Vattenfall plante ursprünglich am Standort einen weiteren, vierten Kraftwerksblock, mit dessen Energie das bei der Verbrennung der Braunkohle entstehende Kohlendioxid abgeschieden und unterirdisch verpresst werden sollte (CCS). Diese Planungen wurden im Dezember 2011 eingestellt. Das Land Brandenburg hielt noch in seiner im Februar 2012 veröffentlichten „Energiestrategie 2030“ ein Nachfolgebraunkohlekraftwerk in Jänschwalde für notwendig, um den Standort über die Laufzeit der alten Blöcke hinaus zu sichern. Der Neubau sollte eine maximale Leistung von 2000 Megawatt haben, mit CCS-Technologie ausgestattet werden und bis spätestens 2030 ans Stromnetz gehen. Die Landesregierung sah im strategischen Papier von 2012 den Abschluss der Planverfahren zum Aufschluss neuer Tagebaue zur Sicherung der Rohstoffversorgung des Kraftwerks als wesentliche Grundlage für eine Investitionsentscheidung an.
Der Tagebau Jänschwalde lieferte bis 2024 einen Teil der benötigten Kohle. Der Rest der insgesamt ca. 24 bis 26 Mio. Tonnen Braunkohle wird aus dem weiter entfernten Tagebau Welzow-Süd geliefert.
Die als Jänschwalde-Nord bezeichnete geplante Erweiterung des Tagebaus Jänschwalde wurde 2017 vom Betreiber aufgegeben. Sollte das Kraftwerk noch über längere Zeit weiterbetrieben werden, müsste wahrscheinlich der Tagebau Welzow-Süd wie technisch geplant erweitert werden und dafür unter anderem der Welzower Ortsteil Proschim abgebaggert werden. Hierfür müssten ca. 800 Personen in Proschim und Welzow umgesiedelt werden. Am 13. Januar 2021 gab die LEAG in einem überarbeiteten Revierkonzept bekannt, auf die Öffnung des Teilfeldes II des Tagebaus zu verzichten.

## Emission
Kraftwerkskritiker bemängeln am Kraftwerk Jänschwalde die hohen Emissionen an Stickstoffoxiden, Schwefeloxiden, Quecksilber und Feinstaub, an dem Krebs erzeugende Substanzen (Blei, Cadmium, Nickel, PAK, Dioxine und Furane) haften könnten. Eine von Greenpeace bei der Universität Stuttgart in Auftrag gegebene, umstrittene Studie kommt 2013 zu dem Ergebnis, dass die vom Kraftwerk Jänschwalde ausgestoßenen Feinstäube und die aus Schwefeldioxid-, Stickoxid- und NMVOC-Emissionen gebildeten sekundären Feinstäube des Kraftwerks statistisch zu 3986 verlorenen Lebensjahren pro Jahr führen.
Greenpeace hat daraus, ohne dass es in der Studie erwähnt wird, 373 vorzeitige Todesfälle abgeleitet. Auf der Liste der „gesundheitsschädlichsten Kohlekraftwerke Deutschlands“ rangiert das Kraftwerk Jänschwalde auf Platz 1.
Das Kraftwerk Jänschwalde meldete folgende Emissionen im europäischen Schadstoffregister „PRTR“:
| Luftschadstoff                                       | 2007              | 2010              | 2011              | 2012              | 2013              | 2017              |
| ---------------------------------------------------- | ----------------- | ----------------- | ----------------- | ----------------- | ----------------- | ----------------- |
| Kohlendioxid (CO2)                                   | 24.200.000.000 kg | 23.800.000.000 kg | 24.300.000.000 kg | 24.800.000.000 kg | 25.700.000.000 kg | 24.000.000.000 kg |
| Schwefeldioxide (als SOx/SO2)                        | 21.700.000 kg     | 21.400.000 kg     | 22.300.000 kg     | 23.400.000 kg     | 23.100.000 kg     | 15.100.000 kg     |
| Stickstoffoxide (NOx/NO2)                            | 19.200.000 kg     | 18.700.000 kg     | 19.600.000 kg     | 19.900.000 kg     | 20.500.000 kg     | 19.000.000 kg     |
| Kohlenmonoxid (CO)                                   | 11.300.000 kg     | 14.000.000 kg     | 14.400.000 kg     | 15.300.000 kg     | 14.800.000 kg     | 10.800.000 kg     |
| Feinstaub (PM10)                                     | 656.000 kg        | 573.000 kg        | 635.000 kg        | 643.000 kg        | 675.000 kg        | 535.000 kg        |
| Distickstoffmonoxid (N2O)                            | 302.000 kg        | 297.000 kg        | 297.000 kg        | 485.000 kg        | 307.000 kg        | 295.000 kg        |
| Anorganische Chlorverbindungen (als HCl)             | 84.000 kg         | 85.300 kg         | 79.600 kg         | 152.000 kg        | 90.500 kg         | 64.800 kg         |
| Quecksilber und Verbindungen (als Hg)                | 500 kg            | 592 kg            | 350 kg            | 505 kg            | 330 kg            | 672 kg            |
| Kupfer und Verbindungen (als Cu)                     | 256 kg            | 154 kg            | 368 kg            | 639 kg            | 493 kg            | 658 kg            |
| Blei und Verbindungen (als Pb)                       | 212 kg            | 316 kg            | 278 kg            | 1.860 kg          | 1.160 kg          | 1.780 kg          |
| Nickel und Verbindungen (als Ni)                     | 192 kg            | 308 kg            | 225 kg            | 984 kg            | 593 kg            | 260 kg            |
| Arsen und Verbindungen (als As)                      | 150 kg            | 129 kg            | 124 kg            | 199 kg            | 121 kg            | 208 kg            |
| Chrom und Verbindungen (als Cr)                      | keine Angaben     | keine Angaben     | keine Angaben     | 351 kg            | 253 kg            | 2195 kg           |
| Dioxine und Furane, toxische Äquivalente (PCDD/PCDF) | keine Angaben     | 0,000147 kg       | 0,000171 kg       | keine Angaben     | keine Angaben     | 0,000150 kg       |

Weitere typische Schadstoffemissionen wurden nicht berichtet, da sie im PRTR erst ab einer jährlichen Mindestmenge meldepflichtig sind, z. B. Dioxine und Furane ab 0,0001 kg, Cadmium ab 10 kg, Chrom ab 100 kg, Zink ab 200 kg, Fluor und anorganische Fluorverbindungen ab 5.000 kg, Ammoniak ab 10.000 kg, NMVOC ab 100.000 kg.
Die Europäische Umweltagentur hat die Kosten der Umwelt- und Gesundheitsschäden der 28.000 größten Industrieanlagen in Europa anhand der im PRTR gemeldeten Emissionsdaten mit den wissenschaftlichen Methoden der Europäischen Kommission abgeschätzt. Danach verursachte das Kraftwerk Jänschwalde 2011 die dritthöchsten Schadenskosten aller europäischen Industrieanlagen.
Der Bedarf an Kühlwasser (63 Millionen Kubikmeter Wasser im Jahr) steht ebenfalls in der Kritik. Dieses Kühlwasser stammte aus den Grundwassersenkungen für den benachbarten Tagebau, seit dessen Stilllegung auch direkt aus der Spree.
| Verursacher           | Schadenskosten in Mrd. EUR | Anteil |
| --------------------- | -------------------------- | ------ |
| Kraftwerk Jänschwalde | 1,232–2,002                | 1,2 %  |
| Summe 28.000 Anlagen  | 102–169                    | 100 %  |

## Zwischenfälle
- Am 9. Februar 2008 kam es zu einem Brand an einem Förderband, das für die Kohlebeschickung von den beiden Blöcken von Werk 1 verantwortlich ist. Ausgelöst wurde das Feuer durch Arbeiten mit einem Trennschleifer. Durch den Funkenflug geriet die zerkleinerte Rohbraunkohle in Brand, mehrere Werkfeuerwehren aus der Region waren im Einsatz. Menschen kamen durch das Feuer nicht zu Schaden. Die beiden betroffenen Kraftwerksblöcke mit je 500 MW mussten zeitweilig abgeschaltet werden, da kein Brennstoff mehr angeliefert werden konnte.[38]

- Am 8. Juli 2015 brannte ein Transformator im Block B des Kraftwerks. Menschen kamen nicht zu Schaden, jedoch musste der Kraftwerksblock abgeschaltet werden.[39][40][41]

- Am 9. September 2023 kam es zu einer Störung im Werk II, wobei Teile eines Aschesilos sich aus der Verankerung lösten und auf die darunter befindlichen Gleise stürzten. Da ein Abtransport der Asche nicht mehr möglich war, mussten die Blöcke C und D außer Betrieb genommen werden.[42][43] Block C konnte, nach der Installation einer mobilen Bandanlage zum Ascheabtransport, am 21. September 2023 wieder angefahren werden.[44]

### Ende Gelände 2019
Am 30. November 2019 war das Kraftwerk Jänschwalde eines der Angriffspunkte der Aktionen von Ende Gelände 2019 im Lausitzer Braunkohlerevier. Aktivisten von Ende Gelände besetzten Bahngleise vor dem Kraftwerk und stoppten so die Kohlezufuhr. Da von einer längeren Besetzung der Gleise ausgegangen werden musste, drosselte das Kraftwerk seine Leistung auf das technische Minimum um möglichst lange mit dem bevorrateten Brennstoff die Fernwärmeversorgung der Städte Peitz und Cottbus gewährleisten zu können. Am späten Nachmittag des 30. November 2019 beendete Ende Gelände alle Aktionen und verließ die besetzten Gleise und Tagebaue wieder.

## Dokumentarfilm
1984 begleitete der Regisseur Gunther Scholz mit dem Kameramann Michael Lösche für das DEFA-Dokumentarfilmprojekt Zu Fuß in die Wolken zwei Arbeiter beim Aufstieg zur Spitze eines der drei Schornsteine des Kraftwerks.